# Sonnenborstel
Sonnenborstel ist ein Ortsteil in der Gemeinde Steimbke im Landkreis Nienburg/Weser.

## Landschaft
Sonnenborstel liegt im Süden des Holtorfer Moors.

## Geschichte
Zum ersten Mal urkundlich erwähnt wurde Sonnenborstel 1378 in einem Brief des Herzogs Conrad Friederich von Braunschweig-Lüneburg an den Erzbischof von Bremen. Im Dreißigjährigen Krieg wurden einige Sonnenborstler Höfe zur Lagerung von Kanonenkugeln benutzt. Zum Andenken hieran ist in die Kapelle St. Vincentius eine Kanonenkugel eingeschlossen.
Am 1. März 1974 wurde Sonnenborstel zusammen mit Lichtenhorst und Wendenborstel in die Gemeinde Steimbke eingegliedert.
Im Jahr 2004 bat Samuel Kiebitz-Hössner der Fraktion Bündnis 90/Die Grünen im Landtag Niedersachsen im Rahmen einer kleinen Anfrage um eine Auflistung aller rassistisch motivierten Straftaten seit 1990 in Sonnenborstel und Umgebung. Es waren keine bekannt.

## Kultur und Sehenswürdigkeiten
In Sonnenborstel gibt es mehrere eingetragene Vereine. Der mitgliederstärkste ist der TuS Sonnenborstel 71 e. V., der 1971 gegründet wurde und seit 1979 einen eigenen Sportplatz besitzt. Außerdem gibt es einen Schützenverein. Des Weiteren treffen sich die Mitglieder des Naturfreunde Sonnenborstel e. V. regelmäßig für gemeinsamen Wanderungen.

## Trivia
In den ersten Jahren der Dokumentationsreihe NaturNah des NDR Fernsehen war der Sonnenborstler Forst im Intro zu sehen.